# Santa Maria e São Miguel
Santa Maria e São Miguel (llamada oficialmente Sintra (Santa Maria e São Miguel)) era una freguesia portuguesa del municipio de Sintra, distrito de Lisboa.

## Historia
Fue suprimida el 28 de enero de 2013, en aplicación de una resolución de la Asamblea de la República portuguesa promulgada el 16 de enero de 2013 al unirse con las freguesias de São Martinho y São Pedro de Penaferrim, formando la nueva freguesia de Sintra (Santa Maria e São Miguel, São Martinho e São Pedro de Penaferrim).

## Patrimonio
- Iglesia de Santa María
- Villa romana de Abóbodas
- Antiga Cadeia Comarcã de Sintra
- Quinta dos Ribafrias
- Quinta de São Sebastião, capilla, casa y edificios auxiliares.
- Ermita de San Amaro